# Mortuary Drape
Mortuary Drape je italská black metalová kapela, která byla založena roku 1986 ve městě Alessandria v oblasti Piemont. Mezi hlavní témata skupiny patří okultismus, černá magie, nekromancie.

## Historie
V roce 1986 kapelu ve městě Alessandria v oblasti Piemont založili tři hudebníci, jedním z nich byl Wildness Perversion. Svou tvorbu označili za black-occult metal. Ve stejném roce vyšlo první demo (Demo '86) a v roce 1987 druhé s názvem Necromancy. Třetí demosnímek Doom Return vznikl na počátku roku 1989. V roce 1992 kapela zaujala řeckou vydavatelskou firmu Decapitated Records (později se přejmenovala na Unisound Records), se kterou podepsala smlouvu. Výsledkem bylo EP Into the Drape, které vyvolalo pozitivní ohlas v recenzích undergroundových magazínů. První studiové album s názvem All the Witches Dance vyšlo roku 1995. Poté následuje produkce dalších nahrávek a personální změny v sestavě.

## Logo
Písmeno T má podobu obráceného kříže. První písmena M a poslední D mají netopýří křídla, písmeno E obsahuje čertovský ocas, který je stočen podél slova Drape a provlečen písmenem D.

## Diskografie

### Dema
- Demo '86 (1986)
- Necromancy (1987)
- Doom Return (1989)
- Live '94 (1994)

### Studiová alba
- All the Witches Dance (1995)
- Secret Sudaria (1997)
- Tolling 13 Knell (2000)
- Buried in Time (2004)
- Spiritual Independence (2014)

### EP
- Into the Drape (1992)
- Mourn Path (1996)
- Black Flames of Blasphemy (2011)

### Kompilace
- Into the Catachthonium (2007)
- 1986–2016 (2016)
- Necromantic Doom Returns (2018)

### Koncertní alba
- Witches Dance in Valenthia (2011)

### Split nahrávky
- In the Eerie Cold Where All the Witches Dance (2013) – společně s kapelou Shining
- Dance of Spirits / Ordo Equilibrium Nox (2015) – společně s kapelou Necromass

### Video
- Darkness Attack (1991)
- Live at Palace (1995)